# Bruce Schneier
Bruce Schneier är en amerikansk kryptograf, säkerhetsexpert och författare. Han har skrivit flera böcker om kryptologi och säkerhet och har grundat säkerhetsföretaget BT Counterpane.

## Utbildning
Schneier har en master i datavetenskap från American University och bachelor i fysik vid University of Rochester.